# Сендзівоєво
Сендзівоєво (пол. Sędziwojewo, нім. Sendschau) — село в Польщі, у гміні Вжесня Вжесінського повіту Великопольського воєводства.
Населення — 314 осіб (2011).
У 1975-1998 роках село належало до Познанського воєводства.

## Демографія
Демографічна структура станом на 31 березня 2011 року:
|          | Загалом | Допрацездатний вік | Працездатний вік | Постпрацездатний вік |
| -------- | ------- | ------------------ | ---------------- | -------------------- |
| Чоловіки | 164     | 24                 | 124              | 16                   |
| Жінки    | 150     | 28                 | 96               | 26                   |
| Разом    | 314     | 52                 | 220              | 42                   |